# 井之上史織
井之上 史織（いのうえ しおり、1996年11月26日 - ）は、日本のファッションモデル、女優、タレント。千葉県出身。アクロスエンタテインメント所属。

## 略歴
- 幼少期より子役として芸能活動を行なっており、芸能活動歴は19年[2]以上。
- かつてはムーン・ザ・チャイルドに所属していた[3]。
- 2005年頃、エヴァーグリーン・エンタテイメントに移籍[4][5][6]。
- 2006年、りぼんガールオーディションで準グランプリを受賞し、『りぼん』の専属モデルとなる。
- 2008年、『ニコ☆プチ』の事務所オーディションをきっかけに、同誌の専属モデルになる。2008年秋号に初登場し、2010年6月号で卒業した。
- 2010年1月11日より『おはスタ』内の「ムシガール」として出演[注釈 2]。同年4月1日より、小川紗季、田中絵里花と共に、おはスタに「おはガール」としてレギュラー出演し、同年9月にユニット名「おはガールメープル」をつけた。また、同年5月から『ラブベリー』の専属モデルとしても活動した。
- 2011年9月号を最後に『ラブベリー』の専属モデルを卒業[7]。同年10月1日より『ピチレモン』の専属モデルとなり[8]、2013年4月号まで活動した。
- 2015年4月7日に芸能界を引退することを報告[2]。
- 2016年3月8日放送分までの『すイエんサー』に出演。
- 2018年、芸能活動を再開し、11月28日から劇団東京都鈴木区の舞台『いるわけないしっ！』に出演。
- 2019年7月1日より、アクロスエンタテインメントに預かり所属となる。

## 人物
- 趣味はバトン、絵を描くこと、体を動かすこと。
- 特技はモダンバレエ、よさこいソーラン、フルート[9]。
- 『ピチレモン』初登場となった2011年11月号にて未来穂香（現：矢作穂香）と共に初表紙を飾ったが、この「初表紙までに要した期間0ヶ月」というのは歴代ピチモの中で最短記録となる。

## 作品

### シングル
- マイ・スクール・マーチ（おはガールメープル with スマイレージ、2010年11月24日発売、アップフロントワークス）iTunes
  - 「マイ・スクール・マーチ」「モーニングチャイム!!!」
- ピカッとあはっと体操（すイエんサーガールズ、2013年5月22日発売、日本コロムビア）iTunes
- ハテナソウダメガネ（すイエんサーガールズ、2015年5月13日配信、日本コロムビア）iTunes

### アルバム
- コピンクス!メロディーズ2 〜focalize〜（コピンク*、2014年10月8日発売、SHINKO MUSIC RECORDS） iTunes
  - ほしをみる…… (コピンク* feat.井之上史織) iTunes
- すイエんサーガールズ（すイエんサーガールズ、2014年6月25日発売、日本コロムビア）iTunes

## 出演

### テレビ番組
- プリティ・キッズ（2005年2月12日、テレビ東京）
- ちちんぷいぷい（2005年2月21日、MBS）
- 広告大賞（2005年3月21日、フジテレビ）
- プリティガレッジ（2005年8月、日本テレビ）
- 14歳 ～千原ジュニア たった1人の闘い（2009年3月12日、テレビ東京）
- ネクストプリンセス（2009年10月 - 2010年3月、テレビ東京）
- おはスタ 第1部 ムッシータウン（2010年1月11日 - 3月31日、テレビ東京） - ムシガール
- おはスタ 第2部 スーパーライブ（2010年4月1日 - 2012年3月27日、テレビ東京） - おはガールメープル
  - ゲスト出演（2020年9月15日[注釈 3]）
- 美女学（2010年5月13日、テレビ東京）
- ピラメキーノG（2010年8月27日・9月10日・10月8日・12月21日、テレビ東京）
- すイエんサー（2012年1月24日 - 2016年3月、NHK Eテレ）
- 音龍門 ～MUSIC DRAGON GATE～（2012年9月18日、日本テレビ） - 朗読少女
- コピンクス! ストーリーズ ～star chat～（2013年8月10日 - 12月21日、静岡朝日テレビ） - フジー（声） 役[10]
- 実在性ミリオンアーサー（2014年10月3日 - 2015年3月27日、tvkほか） - フェイ 役
- 痛快TV スカッとジャパン（2015年4月20日、フジテレビ） - 再現VTR

### テレビドラマ
- Piece 第5話（2012年11月3日、日本テレビ） - ミク 役
- リミット（2013年7月19日、テレビ東京）

### CM
- カネボウ「ナイーブ」（2005年）
- 東京ディズニーシー「ハーバーサイド・クリスマスプレスキッド」（2006年11月）
- ロート製薬「肌研」（2009年）
- ベネッセコーポレーション「進研ゼミ中学講座」（2009年）
- KDDI「au IS series」（2010年）
- バンダイ「おはガールメープル ミラクルスピンバトン」（2010年10月20日 - 2012年3月）
- キヤノン「ピクサス」（2010年11月17日 - 2011年）
- ロート製薬「アクネス」洗顔部篇（2012年3月24日 - ）
- 神戸女子大学 草原篇、並木篇、たんぽぽ篇（2014年）

### 映画
- 仮面ライダー THE FIRST（2005年11月5日公開）
- L change the worLd（2008年2月9日公開）
- 群青-愛が沈んだ海の色-（2009年6月27日公開）
- ポーラーサークル 未知なる漫画家オムニバス 「サメナイユメコは選択した」（2013年12月7日公開、監督：羽生生純）
- 思春期ごっこ（2014年8月23日公開、アイエス・フィールド） - 萩本直子(おはぎさん) 役

### 舞台
- ウエンツ瑛士×小池徹平 WaT Entertainment Show Vol.3（2005年6月4日・5日） - ACT出演
- エアースタジオ「いつの間にか、キミは」（2012年3月30日 - 4月4日） - B班
- エアースタジオ「GO,JET!GO!GO! ZERO」（2012年4月27日 - 5月6日） - A班
- アリー・エンターテイメント「いい日、僕なり。」（2012年6月13日 - 18日、シアターグリーン） - 刈谷陽菜 役
- エアースタジオ「真夏のJuliet」（2014年5月3日 - 6日、AQUA studio） - 里奈 役
- エアースタジオ「Legend ～風のなかの塵～」（2014年8月19日 - 24日、AQUA studio） - B班
- エアースタジオ「MOTHER マザー～特攻の母 鳥濱トメ物語～」（2014年9月19日 - 21日、新国立劇場小劇場） - 礼子 役
- エアースタジオ「DARKNESS GATE」（2015年1月8日 - 13日、AQUA studio） - A班
- エアースタジオ「シェアハウスⅡ -O・MO・TE・NA・SHI-」（2015年2月22日、AQUA studio） - ゲスト出演
- 劇団東京都鈴木区「いるわけないしっ！」（2018年11月28日 - 12月3日、TACCS1179） - 微香 役
- A-Garage「Last A-Garage Air studio produce GO,JET!GO!GO!vol. 14 ～A-Garageよ 永遠に～」（2024年7月18日 - 7月28日、A-Garage）- 美月 役

## イメージモデル
- チョコミント彼女（2018年 - ）

## 書籍

### スチール
- DAISY LOVERS（2005年） - 表紙モデル
- 浅草ROX（2005年）
- ムトウ生協カタログ
  - チャーチーム（06'秋・冬号、07'夏号）
  - UP!（07'春号）
  - メンズ&チャーチーム（07'冬号）

### 雑誌
- りぼん（集英社） - 専属モデル
- ニコ☆プチ（2008年8月 - 2010年4月、新潮社） - 専属モデル
- ラブベリー（2010年5月号 - 2011年9月号、徳間書店） - 専属モデル
- ピチレモン（2011年10月 - 2013年4月号、学研パブリッシング） - 専属モデル

### 文庫
- 魔法のiらんど文庫 「きのうよりも君が好き」（著：あや、2012年1月25日発売、アスキー・メディアワークス） - カバーモデル